# اعتقادنامه رسولان

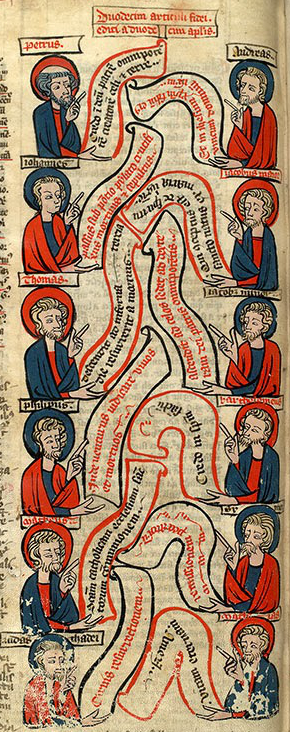
ترجمه نوشتار اخرایی بالای این تذهیب قرن ۱۳ میلادی چنین است: «اصول دوازده‌گانه ایمان به نقل از ۱۲ حواریون»

اعتقادنامه رسولان (به انگلیسی: Apostles' Creed)، (به لاتین: Symbolum Apostolicum)، یکی از نخستین اعتقادنامه‌های مسیحی است که کلیساهای زیادی از آن در آیین‌های پرستشی خود استفاده می‌کنند. این اعتقادنامه بیشتر در مراسم عبادی کلیساهای کاتولیک، لوتری و انگلیکن خوانده می‌شود. کلیساهای پرزبیتری (مشایخی)، متدیست و جماعتی نیز به آن اعتقاد دارند.
این اعتقادنامه را به رسولان مسیح نسبت داده‌اند؛ یعنی هر کدام از ۱۲ بند این اعتقادنامه را یکی از آنها بیان کرده‌است. بیشتر بندهای این اعتقادنامه در نوشته‌های آگوستین، ترتولیان و امبروس آمده‌است.
من به خدا، پدر توانا، خالق آسمان و زمین ایمان دارم.
من به عیسی مسیح، پسر یگانه او، خداوند ما، ایمان دارم که با کار و فیض روح القدس آبستن شد، از مریم باکره به دنیا آمد، تحت نظر پونتیوس پیلاطس رنج کشید، مصلوب شد، مرد و دفن شد، به جهنم فرود آمد. در روز سوم او از مردگان برخاست، به آسمان بالا رفت و در دست راست خدا، پدر قادر مطلق نشسته است. از آنجا باید بیاید تا زنده ها و مردگان را قضاوت کند.
من به روح القدس، کلیسای کاتولیک مقدس، اجتماع قدیسان، بخشش گناهان، رستاخیز بدن و زندگی ابدی ایمان دارم. آمین
برخاستن از مرگ و زندگی ابدی.
آمین.